# Adobe Shockwave
Adobe Shockwave (trước đây được gọi là Macromedia Shockwave và MacroMind Shockwave) là một nền tảng đa phương tiện đã ngừng hoạt động giúp xây dựng các phần mềm đa phương tiện tương tác và trò chơi điện tử. Các nhà phát triển sử dụng Adobe Director để tạo ra các nội dung sau đó xuất bản các nội dung đó lên Internet. Bất kỳ ai cũng có thể xem các nội dung đó thông qua các trình duyệt web, miễn là máy tính có cài đặt plug-in Shockwave Player. Ban đầu, MacroMind là công ty phát triển nên Shockwave, sau đó Macromedia đã mua lại MacroMind và tiếp tục phát triển Shockwave. Năm 1995, Macromedia phát hành Shockwave Player. Tiếp sau đó, năm 2005, Adobe mua lại Shockwave và Macromedia.
Shockwave hỗ trợ đồ họa raster, đồ họa vector cơ bản, đồ họa 3D, âm thanh và ngôn ngữ kịch bản nhúng gọi là Lingo.
Vào tháng 2 năm 2019, Adobe thông báo rằng Adobe Shockwave, bao gồm cả Shockwave Player, sẽ ngừng hoạt động vào ngày 9 tháng 4 năm 2019.